# Verenigde Naties
De Verenigde Naties (afkorting: VN; Engels: United Nations, afgekort UN) is een wereldwijde diplomatieke en politieke organisatie die zich inzet voor internationale vrede en stabiliteit. De VN werd officieel in 1945  opgericht door aanvankelijk 51 landen. De VN wordt beschouwd als de opvolger van de Volkenbond (League of Nations). Hoewel er geen juridische continuïteit bestaat met de Volkenbond, heeft zij instellingen als het Internationaal Gerechtshof en de Internationale Arbeidsorganisatie (ILO) van de Volkenbond geërfd. Bovendien zijn de voormalige hoofdzetelfaciliteiten van de federatie overgedragen aan de Verenigde Naties, zodat er sprake kan zijn van een gedeeltelijk voortgezette organisatie.
De organisatie telt 193 lidstaten sinds 14 juli 2011. Vrijwel elk internationaal erkend, onafhankelijk land is lid van de organisatie. Vanuit het hoofdkantoor in New York en de deelhoofdkantoren in Genève, Wenen en Nairobi beslissen de lidstaten en de gespecialiseerde organisaties van de Verenigde Naties tijdens reguliere ontmoetingen over essentiële wereldzaken en wereldomvattende gebeurtenissen. Sinds eind jaren 90 is de organisatie zich ook meer gaan richten op interne ontwikkelingen en hoe de Verenigde Naties mee kunnen groeien met de vraag naar een nieuwe methode van wereldwijde samenwerking.

## Geschiedenis

### Naam
De naam 'Verenigde Naties' kwam voor het eerst ter sprake in een toespraak van Winston Churchill. Hiermee haalde hij Lord Byron aan, die in zijn Childe Harold's Pilgrimage ook het woord united nations gebruikte. Terwijl Lord Byron doelde op de geallieerden ten tijde van de Slag bij Waterloo (1815) tegen Napoleon I, gebruikte Churchill de term om de geallieerden in de Tweede Wereldoorlog mee aan te duiden. De naam werd aangenomen door de Amerikaanse president Franklin Delano Roosevelt en voor het eerst gebruikt in de Verklaring der Verenigde Volkeren ondertekend op 1 januari 1942 tijdens de Arcadiaconferentie.
Tijdens verschillende stadia van de Tweede Wereldoorlog gebruikten de geallieerden de naam om hun alliantie mee te definiëren.

### Voorbereidingen tot oprichting
Het idee voor een permanente alliantie in de vorm van een internationale organisatie kwam voort uit de Verklaring van Moskou, getekend in oktober 1943 tijdens de door de geallieerden gehouden conferentie in Moskou (de derde Conferentie van Moskou) en de Conferentie van Teheran een maand later. De Volkenbond was toen al in een vergevorderde staat van verval.
Van augustus tot oktober 1944 kwamen vertegenwoordigers van Frankrijk, de Kwomintang-China (nu Taiwan), de Verenigde Staten van Amerika, het Verenigd Koninkrijk en de Sovjet-Unie samen om plannen voor de organisatie uit te werken, op de Dumbarton Oaks Conferentie in Washington D.C.. Tijdens deze en latere besprekingen werden ruwe schetsen gemaakt van de toekomstige organisatie. Enkele belangrijke discussiepunten waren: wat het doel van de internationale organisatie zou zijn, welke landen lid van de organisatie zouden mogen worden en uit welke organen de VN zou bestaan. Er werd tevens al een globale opvatting gemaakt over het bewaren van vrede (peace keeping) en samenwerking op het gebied van economie, wereldveiligheid en maatschappelijke ontwikkelingen. In het dagelijks leven werd er toen door burgers en niet-participerende overheden veel gediscussieerd over deze ruwe schetsen.

### Oprichting
Op 25 april 1945 begon de "United Nations Conference on International Organizations" (Conferentie van de Verenigde Naties over Internationale Organisaties) in San Francisco. Naast de onafhankelijke naties werden ook enkele non-gouvernementele organisaties, waaronder de Lions Clubs International, uitgenodigd om te assisteren bij de opstelling van de organisatie. De vijftig naties die aanwezig waren op de conferentie ondertekenden twee maanden later, op 26 juni, het Handvest van de Verenigde Naties (het charter van de organisatie).
Polen, dat niet vertegenwoordigd was op de conferentie, maar wel een reserveplek had, voegde zijn handtekening later toe aan het handvest, waarmee het aantal "originele" ondertekenende partijen uitkomt op 51 staten. De Verenigde Naties traden in werking op 24 oktober 1945, na de ratificatie van het Handvest door de vijf permanente leden van de Veiligheidsraad — de Republiek China, Frankrijk, de Sovjet-Unie, het Verenigd Koninkrijk en de Verenigde Staten van Amerika — en door een meerderheid van de 46 andere oprichters.
Alger Hiss was tijdelijk secretaris-generaal van de Verenigde Naties tijdens de oprichting. Hij moest ervoor zorgen dat elke natie in de conferentie een even zwaar tellende stem had in de besprekingen, zodat het overleg eerlijk zou verlopen. Verder had hij de opdracht om voor de eerste groep werknemers van de VN te zorgen, een totaal van 494 personen. Hiss was echter geen "officiële" secretaris-generaal, omdat hij leiding gaf aan de organisatie terwijl het in oprichting was. Toen de Verenigde Naties in werking traden eind 1945, kwamen zijn functies te vervallen en werd de Noor Trygve Lie door de Algemene Vergadering gekozen als de eerste officiële secretaris-generaal.
De voorganger van de Verenigde Naties, de Volkenbond, werd op 18 april 1946 opgeheven, na de oprichting van de nieuwe organisatie. De missie van de Volkenbond werd grotendeels voortgezet door de VN en is door de jaren heen binnen dit nieuwe orgaan geëvolueerd.
In het begin heette de internationale organisatie nog officieel United Nations Organization (UNO), maar al snel werd dit in het dagelijkse gebruik ingekort tot United Nations (UN). Kort daarna verkortte de organisatie haar eigen naam.

### Inzichtelijke veranderingen
In de jaren zeventig en de jaren tachtig werd er een hoog ideologisch en idealistisch debat gevoerd binnen de Verenigde Naties. Er werden veel grote agenda's gepland, die desondanks alleen kleine veranderingen voortbrachten binnen de organisatie.
Aan het begin van de jaren negentig wordt de wens uitgesproken om de conferenties ook buiten New York plaats te laten vinden. Deze wens werd voornamelijk verwezenlijkt door thematische conferenties (waaronder Vrouwenrechten in Peking, Sociale ontwikkeling in Kopenhagen en Duurzame ontwikkeling in Johannesburg) op te zetten. Deze thematische conferenties werden mede gehouden om lidstaten actiever mee te laten werken en om de lidstaten ook op een persoonlijker vlak, buiten de directe politiek, samen te laten werken. Een andere wens die ingewilligd werd door de conferenties was om de organisatie dichter bij de burgers te brengen. De plaatselijke bevolking kon de sfeer van de organisatie dichter bij huis proeven door de thematische conferenties en de onderwerpen waren een stuk persoonlijker van aard. Naast zware politieke kwesties als dekolonisatie en oorlog kwam er nu ook plaats voor onderwerpen als vrouwenemancipatie en discriminatie.

## Hervormingen
Sinds de jaren 90 is er steeds meer internationale kritiek gekomen op de structuur en de manier van werken van de Verenigde Naties. Er is echter geen unanieme roep om een bepaalde soort (organisatorische) hervorming en elk jaar wordt de discussie moeilijker en uitgebreider. Sommigen willen dat de Verenigde Naties de status krijgen van een mondiale overheidsinstantie, maar daar tegenover staan de groeperingen die vinden dat de VN al te veel is. Zij roepen om een vereenvoudiging van de functie van de Verenigde Naties, tot een internationale organisatie met maar één doel: het bevorderen en controleren van mensenrechten. Echter, de eerste groep die voor uitbreiding is noemt dit onmogelijk zonder het uitgebreide systeem waaronder de Verenigde Naties vallen. Zoals geïllustreerd is er nog geen duidelijk compromis binnen de discussie bereikt.
Hoewel voormalig secretaris-generaal Kofi Annan sinds zijn aantreden (1997) om hervorming van de Verenigde Naties vroeg, kwam de discussie pas jaren later weer opnieuw onder grote aandacht van de lidstaten. Na het schandaal rond het Oil-for-Food-programma in Irak en meerdere corruptiezaken die naar buiten kwamen aan het einde van 2004, begonnen lidstaten publiekelijk om een "nieuwe organisatie" te roepen.

### Hervorming
Toen Kofi Annan in 1997 gekozen werd als secretaris-generaal van de Verenigde Naties, zag hij de noodzaak voor een vernieuwde organisatie al meteen. Direct na zijn aanstelling presenteerde hij dan ook aan de lidstaten in de Algemene Vergadering zijn "Programma voor Hervorming".
In dit rapport werd er gesproken over onder andere het hervormen van de Veiligheidsraad. De permanente posities binnen de VN-Veiligheidsraad zijn vastgelegd naar het politieke beeld van 1945, direct na de oprichting van de organisatie. Hoewel veel van deze relaties in al die jaren niet veranderd zijn vond Annan dat er tegenwoordig meer dan vijf wereldmachten zijn die een permanente positie in de Raad zouden moeten krijgen. Het rapport sprak tevens over het aanpakken van bureaucratie binnen de organisatie en om alle beslissingen transparanter te maken. Enkele andere punten uit het rapport waren het democratiseren van de organisatie, het efficiënter maken van het bestuursproces en de instelling van internationale tarieven voor wereldwijde wapenfabrikanten.
In tegenstelling tot de ambitie van Annan om dit rapport het centrale speerpunt te maken van de gang van zaken van de Verenigde Naties, sneeuwde het rapport onder en gaf het nooit aanleiding tot daadwerkelijke actie.

### Millenniumdoelstellingen
Van 6 tot en met 8 september 2000 werd er in de Algemene Vergadering een speciale bijeenkomst gehouden om te spreken over nieuwe doelen voor de organisatie als onderdeel van doelstellingshervormingen. Op 8 september 2000 werd de Millenniumverklaring aangenomen door de Algemene Vergadering. Dit leidde tot hernieuwde politieke investering in het centrale systeem van de VN. De Millenniumverklaring bevatte concrete doelstellingen, geformuleerd als taken voor de Verenigde Naties. Er staan in de verklaring zes basisprincipes die essentieel zijn voor internationale samenwerking: vrijheid, gelijkheid, solidariteit, tolerantie, respect voor de natuur en gedeelde verantwoordelijkheid.
De verklaring zorgt in 2002 voor een grote mobilisatie onder lidstaten en maakt de eerste stap klaar voor eventuele hervormingen van de missie voor de organisatie. De Millenniumverklaring leidt tevens tot de definiëring van de Millenniumdoelstellingen die ook door de Wereldbank worden overgenomen als kernpunten van haar politiek en analyse-instrument. De acht kernpunten zijn:
1. uitbannen van armoede en hongersnood
2. bereiken van een universele basiseducatie
3. gelijkwaardigheid tussen mannen en vrouwen
4. kindersterfte tegengaan
5. tegengaan van moedersterfte
6. uitbannen van hiv/aids, malaria en andere levensbedreigende ziekten
7. verzekeren van een duurzame omgeving
8. ontwikkelen van een wereldwijde samenwerking voor ontwikkeling

In 2003 zijn het IMF en de Wereldbank (onderdeel van de VN) voor het eerst op voet van gelijkheid met elkaar in samenwerking en overleg getreden. Dit om een betere en duurzamere economische ontwikkeling te creëren en de soms gespannen verhouding van voorheen enigszins te verzachten. In het algemeen zijn de debatten constructiever geworden en is er een grotere bereidheid gegroeid om beslissingen ook daadwerkelijk gezamenlijk uit te voeren. Dit zou in de toekomst tot meer oplossingen kunnen leiden.

### Noodzaak van hervormingen wordt zichtbaar
2005 wordt gekenmerkt door de kritiek op de organisatie vanuit de lidstaten en in de media, aangewakkerd door naar buiten gekomen corruptieschandalen en interne problemen binnen de organisatie. Hieronder valt ook het voortslepende onderzoek naar het olie-voor-voedselschandaal. Kofi Annan wil vergaande hervormingen doorvoeren om de organisatie beter te laten functioneren, maar critici verwachten veel tegenstand van lidstaten.
Als de 2005 World Summit (een van de grotere wereldconferenties, waar tevens de zestigjarige verjaardag wordt gevierd) in september 2005 geopend wordt, wordt er druk gediscussieerd over de hervormingen die aangedragen zijn door het Secretariaat van de Verenigde Naties om de organisatie soepeler te laten werken. Slechts enkele hervormingen worden gesteund door de lidstaten tijdens het debat en de media spreken van een "lauw debat, dat tot geen uitkomst of verbetering heeft geleid". Veel lidstaten klagen ook over de late rapportage van Annan over de hervormingen die hij wil doorvoeren.
Naast het debat over de hervormingen wordt er ook een eerste balans opgesteld door de lidstaten van de genomen engagementen in de millenniumverklaring (de zogeheten +5 conferenties). Er wordt kritisch gekeken naar wat de organisatie al bereikt heeft en wat er nog moet gebeuren om in 2015 de doelstellingen te behalen.

### Acties na de World Summit
Ondanks de ontevredenheid van diverse lidstaten en de mondiale media, was de World Summit wel de eerste stap in het écht hervormen van de VN. De wereldleiders raakten het niet eens over een volledig hervormingsplan en diverse punten op de agenda werden ondergesneeuwd door andere zaken. Echter, ze bereikten wel overeenstemming rond de hervorming van diverse onderdelen en diverse speerpunten uit het rapport van Annan werden (hoewel vaag) bevestigd.
De wereldleiders werden het eens over de volgende hervormingen en acties:
- creatie van een "Commissie voor de Opbouw van Vrede" om te zorgen voor een centraal systeem om landen te helpen die net uit een oorlogsconflict gekomen zijn
- overeenstemming dat de internationale gemeenschap het recht heeft om zich actief te bemoeien met landen waarin de nationale overheid het laat afweten om de verantwoordelijkheid te dragen voor de bescherming van het eigen volk tegen diverse misdaden
- creatie van de Mensenrechtenraad van de Verenigde Naties (gecreëerd op 9 mei 2006 en in werking getreden op 19 juni van datzelfde jaar)[12]
- overeenstemming om meer middelen te investeren in het interne controlebureau van de organisatie
- verplichting om miljarden extra te besteden aan het bereiken van de Millenniumdoelstellingen
- duidelijke en onbetwistbare afkeuring van "terrorisme in alle vormen en manifestaties"
- creatie van een fonds voor democratie
- overeenstemming om de Trustschapsraad op te heffen, door de voltooiing van de missie van de Raad.[13]

### Hervormingen binnen het Secretariaat
Een van de punten op de agenda van de hervormingen waar nog géén overeenstemming over bereikt is, is de bureaucratie. Hoewel Annan hier geen algemene hervormingen voor heeft kunnen bereiken, heeft hij binnen zijn eigen deelorganisatie (het Secretariaat van de Verenigde Naties) wel gewerkt aan terugdringing van bureaucratie en het transparanter maken van het bestuur.
Hij heeft een ethisch bureau opgericht om te zorgen voor een efficiëntere besteding van alle nieuwe financiële tegemoetkomingen binnen de VN en het controleren (en eventueel tegenhouden) van klokkenluidersgedrag binnen de organisatie. Tegen het einde van 2005 had het Secretariaat tevens alle mandaten van de Algemene Vergadering gecontroleerd van de afgelopen vijf jaar. Dit om te controleren welke mandaten in conflict zijn met eerdere mandaten, welke in een dubbel bestaan gecreëerd zijn (het oplossen van duplicaten) en welke mandaten overbodig zijn geworden door de tijd heen (of welke al gelijk overbodig waren). Het Secretariaat hoopt hiermee meer duidelijkheid binnen het mandaatsysteem van de Verenigde Naties te krijgen en heeft voor de toekomst al aangegeven dat het eerdere mandaten ook wil controleren voor nog meer transparantie.

## Organisatorische informatie
De Verenigde Naties lijken op veel gebieden op een normaal land, zoals Nederland en België. Het heeft een soort parlement (de Algemene Vergadering), kent officiële talen, brengt een soort van "wetgeving" uit (in de vorm van meestal niet-bindende resoluties), heeft een eigen "grondwet" (het Handvest) en heeft onderliggende "ministeries" (als gespecialiseerde organisaties). Natuurlijk verschillen de Verenigde Naties in details veel van een soevereine staat, maar de basis van de organisatie lijkt overeen te komen.

### Algemene opbouw
Er zijn zes bestuursorganen die de werkzaamheden van de organisatie aansturen: 
- Algemene Vergadering
- Veiligheidsraad (het meest dwingende en bekendste orgaan van de Verenigde Naties)
- Economische en Sociale Raad
- Secretariaat
- Internationaal Gerechtshof
- Trustschapsraad (inactief)[14]

Daarnaast zijn er diverse gespecialiseerde organisaties die deel uitmaken van het interne systeem van de Verenigde Naties, waaronder UNESCO, de Wereldbank en de Wereldgezondheidsorganisatie (WHO). Tevens hebben de Verenigde Naties gespecialiseerde programma's, zoals UNICEF en het Ontwikkelingsprogramma van de Verenigde Naties (UNDP).

### Activiteiten
De Verenigde Naties spelen een grote rol op het gebied van mondiale maatschappelijke activiteiten. De organisatie moedigt internationale mensenrechten op actieve wijze aan. Zo werd de Universele Verklaring van de Rechten van de Mens op 10 december 1948 getekend door de lidstaten. Aan de hand van de ervaringen van de Tweede Wereldoorlog zorgt dit verdrag voor een verduidelijking van de rechten van de burgers van de lidstaten. De Verenigde Naties hebben zich in het verleden veel beziggehouden met dekolonisatie en het ondersteunen van de nieuwe staten die daardoor ontstaan zijn. De organisatie bekommert zich verder om economische ontwikkeling, wereldgezondheid, de staat van de natuur en het milieu, de gezondheid van dieren, educatie, vluchtelingenwerk en de wereldhandel.
De organisatie geeft zelf als haar vijf kernactiviteiten aan:
|   | Vrede                                        | Duurzame ontwikkeling                | Mensenrechten                                    | Humanitaire missies     | Internationaal strafrecht  |
| - | -------------------------------------------- | ------------------------------------ | ------------------------------------------------ | ----------------------- | -------------------------- |
| 1 | Vredesoperaties                              | Drugs                                | Universele Verklaring van de Rechten van de Mens | Vluchtelingenwerk       | Verslagen                  |
| 2 | Vredesonderhandelingen                       | Criminaliteit                        | Joegoslavië- en Rwanda-tribunaal                 | Landmijnen              | Internationale conflicten  |
| 3 | Ontwapening                                  | Economische ontwikkeling             | Vrouwenverdrag                                   | Kernramp van Tsjernobyl | Internationaal Gerechtshof |
| 4 | Ondersteuning bij democratische verkiezingen | Ontwikkeling van ontwikkelingslanden | Kinderrechtenverdrag                             | Voorkoming van rampen   | Zee- en oceaanconventies   |
| 5 | Dekolonisatie                                | Deels mensenrechten                  | Verdrag voor mensen met een beperking            |                         |                            |

### Lidmaatschap
In de jaren na de oprichting groeide het aantal lidstaten snel, de achterliggende redenen die zij hadden om bij de VN te gaan kwamen in sommige gevallen niet overeen met die van de oorspronkelijke oprichters (vrede en een productieve samenwerking te waarborgen binnen de wereld). 
China werd tot 1971 vertegenwoordigd door de Republiek China, gevestigd op Taiwan. De communistische regering in Peking werd door het Westen niet erkend. Op 25 oktober 1971 nam de Algemene Vergadering van de Verenigde Naties resolutie 25/2758 aan, waarmee de Republiek China (tegenwoordig meestal Taiwan genoemd) vervangen werd door de Volksrepubliek China. De Volksrepubliek wordt sindsdien als "enige wettige vertegenwoordiger van China binnen de Verenigde Naties" gezien. Hiermee werd de Republiek China vervangen door de Volksrepubliek als een van de vijf permanente leden van de Veiligheidsraad. Taiwan heeft hierna nog meerdere keren geprobeerd om weer lid te worden van de Verenigde Naties. Er is nooit genoeg steun geweest voor deze aanvragen binnen de Verenigde Naties, omdat het tot internationale erkenning van Taiwan zou leiden als onafhankelijke staat.
Naast de leden zijn er nog waarnemers, zoals de Heilige Stoel, de Orde van Malta, het Internationaal Zeerechttribunaal en de PLO.

### Officiële talen
De Verenigde Naties kennen zes officiële talen: het Arabisch, het Chinees, het Engels, het Frans, het Russisch en het Spaans. Alle formele ontmoetingen, vergaderingen, besprekingen en ook alle officiële documenten worden in deze zes talen gedrukt of verwerkt op internet. Tevens moeten alle internetsites in de officiële talen beschikbaar zijn voor het publiek. Artikel 111 van het Handvest van de Verenigde Naties vermeldt dat de Chinese, de Engelse, de Franse, de Russische en de Spaanse tekst van het Handvest gelijkelijk authentiek zijn: sindsdien verschijnen alle documenten in deze vijf talen, en sinds 1973 ook in het Arabisch.

#### Taaldagen van de Verenigde Naties
Het Department of Global Communications van de Verenigde Naties heeft taaldagen ingesteld voor elk van de officiële talen, met als doel meertaligheid en culturele diversiteit te vieren en het gelijke gebruik van alle officiële talen te bevorderen. In het kader van dit initiatief vieren VN-instellingen overal ter wereld zes afzonderlijke dagen, elk gewijd aan een van de zes officiële talen van de organisatie. De dagen zijn als volgt:
- Arabisch (18 december)
- Chinees (20 april)
- Engels (23 april)
- Spaans (23 april)
- Frans (20 maart)
- Russisch (6 juni)

### Resoluties
De resoluties van de Verenigde Naties worden genummerd vanaf het jaar 1946, sinds 1976. Om aan te geven van welk orgaan de resolutie is wordt er een letter voor het resolutienummer geplaatst, waarbij de A staat voor de Algemene Vergadering en S voor de Veiligheidsraad. Vóór 1976 werden alle resoluties genummerd naar welk nummer ze waren van het totaal (waardoor je resoluties hebt met hoge nummers als 2564 en 3124).
Aldus worden de resoluties van de Verenigde Naties:
- 1946: genummerd van 1/1 ... tot 1/n
- 1976: (31ste jaar na 1946) genummerd van 31/1 tot 31/n
- 2003: (57ste jaar na 1946) genummerd van 57/1 tot 57/n
- 2005: (59ste jaar na 1946) genummerd van 59/1 tot 59/n

De standaardopmaak van de pre-1976-resoluties is n (I), waarbij (I) staat voor het sessienummer in Romeinse cijfers (2005: 60ste sessie). De post-1976-resoluties zijn opgemaakt als ?/##/n, waarbij ? staat voor het desbetreffende orgaan.

### Faciliteiten

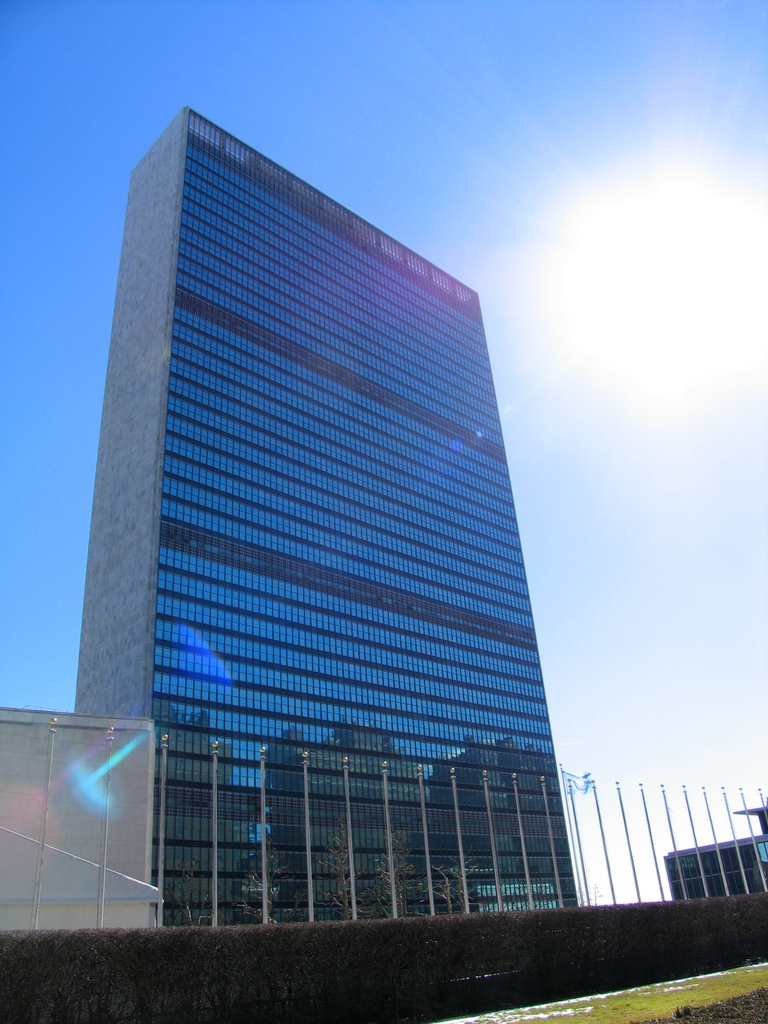
Hoofdkantoor te New York op 760 United Nations Plaza

Hoofdkantoor te Genève

In december 1945 werden de Verenigde Naties uitgenodigd door de Verenigde Staten van Amerika om in New York een internationaal hoofdkantoor te laten bouwen. De Verenigde Naties accepteerden deze uitnodiging en in 1949 werd er aan de bouw van het nieuwe hoofdkantoor begonnen. Het hoofdkantoor werd gebouwd op een stuk braakliggend land aan de East River. Dit land werd aangekocht met een donatie van $ 8,5 miljoen, geschonken door John D. Rockefeller, Jr. De bouw werd eind 1950 voltooid en het complex werd officieel geopend op 9 januari 1951.
Het hoofdkantoor ligt in een speciale, onschendbare internationale zone die aan alle lidstaten toebehoort. De Verenigde Naties hebben binnen die zone zowel een eigen beveiligings- en brandweereenheid als een eigen postadministratie. Veel bezoekers sturen dan ook briefkaarten vanaf het centrum naar huis, omdat dat de enige plek is waar de speciale VN-postzegels geldig zijn. Aangezien de zone geen soevereiniteit heeft en daardoor binnen de Verenigde Staten ligt is het postadres van de Verenigde Naties een Amerikaans adres. Het luidt: 760 United Nations Plaza, New York, NY 10017, USA.
Het complex bestaat uit vier primaire gebouwen: het gebouw van de Algemene Vergadering, het Conferentie-centrum, een kantoortoren van het Secretariaat (39 verdiepingen hoog) en de bibliotheek van Dag Hammarskjöld, die in 1961 bij het complex is toegevoegd. Het complete complex is ontworpen door een internationaal team van elf architecten, onder leiding van de Amerikaan Wallace K. Harrison.
Verschillende diplomaten en organen binnen en buiten de Verenigde Naties hebben sinds de jaren negentig meningen en rapporten naar buiten gebracht over de vernieuwing van het hoofdkantoor van de organisatie in New York, met name sinds de terroristische aanslagen op 11 september 2001. De veiligheidssystemen en -maatregelen actief bij het complex stammen nog uit de jaren zestig en zijn sindsdien slechts minimaal aangepast aan de huidige tijd. Hierdoor is het complex een makkelijke prooi voor aanslagen geworden. Er is echter nog geen consensus bereikt over de vraag waar het nieuwe hoofdkantoor moet liggen, hoeveel het mag gaan kosten en wie voor die kosten opdraaien.
Naast het primaire hoofdkantoor in New York, onderhoudt de VN ook grote kantoren in Genève, Wenen en Nairobi. De bestuursorganen zijn gevestigd in deze grote kantoren. De gespecialiseerde organisaties maken eveneens voornamelijk gebruik van deze kantoren, tenzij het organisaties zijn die oorspronkelijk onafhankelijk waren maar zich daarna hebben aangesloten bij de Verenigde Naties. Voorbeelden daarvan zijn de WFP, IFAD en FAO die gevestigd zijn in Rome, Italië en het ICAO in Montreal, Canada. Verder zijn er organisaties gevestigd in o.a. Amman, Bern, Bonn, Den Haag, Kopenhagen, Londen, Madrid, Parijs, Tokio, Turijn, Washington DC en Wenen. De Verenigde Naties onderhouden geen ambassades in soevereine staten, in tegenstelling tot sommige geruchten. Dit heeft als reden dat de VN geen eigen soeverein lichaam is, zoals onafhankelijke landen dat wel zijn.

#### Vlaggenparade
Door de jaren heen is het aantal lidstaten uitgegroeid tot 193 soevereine staten. Er staan evenveel vlaggen voor het hoofdkantoor in New York aan First Avenue. De vlaggenmasten staan in een cirkel, met gelijke tussenruimten, in verband met gelijkheid binnen de organisatie. Ze staan opgesteld naar alfabetische volgorde in het Engels, waardoor Afghanistan als eerste en Zimbabwe als laatste opgesteld staat.

## Financiering
De budgetten van de Verenigde Naties worden gefinancierd op twee manieren: via toegewezen en vrijwillige contributies van lidstaten (burgers kunnen eventueel ook vrijwillige contributies leveren aan de organisatie, hoewel deze uiteraard van minder belang zijn door de grootte van de contributies). Het reguliere tweejarige budget van de organisatie en de gespecialiseerde organisaties wordt gefinancierd door toegewezen contributies. De Algemene Vergadering keurt het budget goed en bepaalt daarmee gelijk de grootte van de contributie per lidstaat. Deze wordt grotendeels gebaseerd op de relatieve capaciteit van elke lidstaat om te betalen. Deze capaciteit wordt onder andere opgebouwd uit de hoogte van het nationaal inkomen van een lidstaat.
Gespecialiseerde programma's en organisaties die niet in het algemene budget van de Verenigde Naties zitten (zoals UNICEF) worden volledig gefinancierd door vrijwillige contributies van lidstaten. Het gaat hier voornamelijk om financiële contributies, maar bepaalde programma's krijgen ook donaties in natura (zoals tarwe voor het Wereldvoedselprogramma).

### Budgettaire plafonds
| Verenigde Staten     | 22%  |
| Japan                | 19%  |
| Duitsland            | 8,7% |
| Verenigd Koninkrijk  | 6,1% |
| Frankrijk            | 6,0% |
| Italië               | 4,9% |
| Canada               | 2,8% |
| Spanje               | 2,5% |
| Volksrepubliek China | 2,1% |
| Mexico               | 1,9% |

Om ervoor te zorgen dat het budget niet afhankelijk wordt van één lidstaat of een kleine groep, stelt de Algemene Vergadering een plafond in dat geldt voor elke lidstaat. Dit principe zorgt ervoor dat er geen "elitegroep" kan ontstaan binnen de organisatie, die vanwege hun contributies een status binnen de VN kunnen krijgen (in vergelijking met bijvoorbeeld het Eurovisiesongfestival, waarbinnen dit wél van toepassing is).
De recentste aanpassing van dit plafond dateert uit december 2000. De Algemene Vergadering paste toen het plafond aan om een betere weergave te geven van huidige mondiale omstandigheden. In deze revisie werd het plafond van de originele waarde van 25% (vastgesteld in 1974) verlaagd naar een maximum van 22%. De Verenigde Staten zijn op dit moment de enige lidstaat die tegen dit plafond aanzit (exclusief diverse schuldvorderingen). De contributies van andere landen zijn naar boven gesteld om het plafond van de Verenigde Staten te compenseren. Zou er geen plafond zijn van 22%, dan zouden de Verenigde Staten een totaal van 27% moeten bijdragen.

### Contributies naar lidstaten
Als men van dit nieuwe plafond uitgaat dan zijn andere grote contribuanten aan het 2001-budget van de Verenigde Naties: Japan (19,63%), Duitsland (9,82%), Frankrijk (6,5%), het Verenigd Koninkrijk (5,57%), Italië (5,09%), Canada (2,57%), Spanje (2,53%) en Brazilië (2,39%). Hieraan is het grote aantal Europese landen op te merken en de afwezigheid van Aziatische (exclusief Japan), Afrikaanse en Oceanische naties.
Voor het budget van 2005 zijn in de top van de contribuanten enkele wijzigingen opgemerkt. De Verenigde Staten zitten nog steeds aan het plafond van 22%. Na de Verenigde Staten komen Japan (19,47% ↑), Duitsland (8,66% ↓), het Verenigd Koninkrijk (6,13% ↑), Frankrijk (6,03% ↓), Italië (4,89% ↓), Canada (2,81% ↑), Spanje (2,52% ↓), de Volksrepubliek China (2,05% ↑) en Mexico (1,88% ↑). Het Verenigd Koninkrijk betaalt nu meer mee aan het budget dan Frankrijk (van plaats verwisseld) en Mexico is de top tien binnengekomen op de plek van Brazilië. Het is geen verrassing dat de Volksrepubliek China nu ook meer betaalt aan het budget, gezien de grote economische vooruitgang van de laatste paar jaren.

### Machtige posities

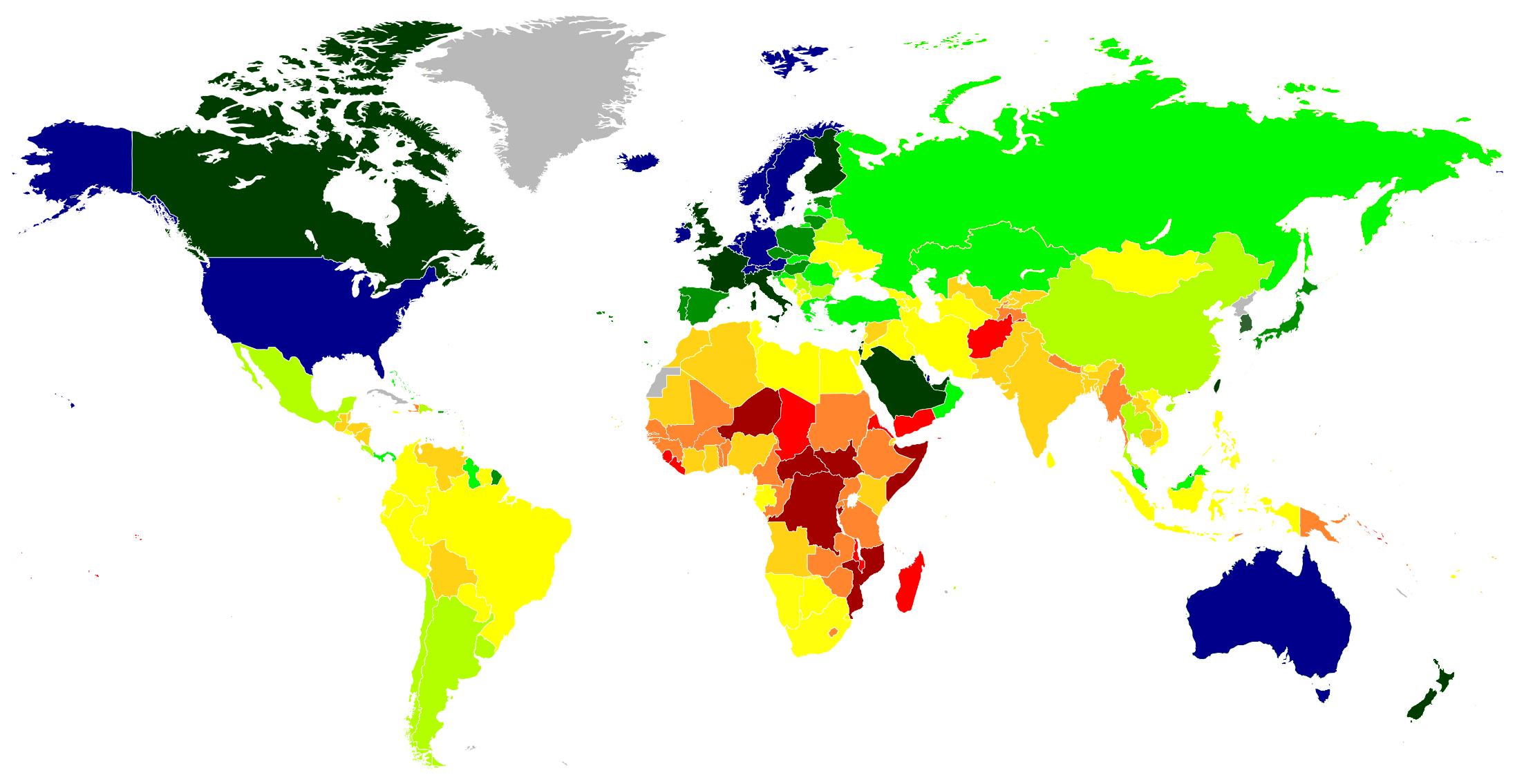
Kaart met het bbp van landen (kkp) per inwoner in 2022 volgens het IMF, in Amerikaanse dollar
> 60.000
50.000 - 60.000
40.000 - 50.000
30.000 - 40.000
20.000 - 30.000
10.000 - 20.000
5.000 - 10.000
2.500 - 5.000
1.500 - 2.500
< 1.500
Geen gegevens

Ondanks het instellen van een plafond voor lidstaten blijft het nog steeds mogelijk dat één land binnen de Verenigde Naties om budgettaire redenen beslissingen erdoorheen kan drukken. Als de Verenigde Staten uit de organisatie zouden stappen, zou dat een budgettair gat van bijna een kwart van het totaal achterlaten. Nog belangrijker is de rol van de Europese Unie binnen dit verband. Hoewel de EU geen lid van de Verenigde Naties is (gezien het feit dat de lidstaten van de EU soeverein zijn en niet de EU zelf) kunnen de gecombineerde lidstaten voor een crisis binnen de Verenigde Naties zorgen.
Als we alleen al uitgaan van de Europese landen in de voorgaande paragraaf, dan blijft er na het vertrek van deze EU-lidstaten een gat van 29,51% in het budget achter (en dat zijn slechts vijf van de 27 lidstaten). In totaal dragen alle lidstaten van de Europese Unie een totaal van 37,5% bij aan het budget. Dit maakt de positie van de EU nog machtiger dan die van de Verenigde Staten. Om een dergelijke situatie verder te voorkomen, blijft de Algemene Vergadering regelmatig kijken naar de globale economische posities en stelt ze het plafond bij in functie daarvan.

## Structuur
De structuur van de Verenigde Naties bestaat uit een zestal bestuursorganen:
- Algemene Vergadering
- Veiligheidsraad
- Economische en Sociale Raad
- Secretariaat
- Internationaal Gerechtshof
- Trustschapsraad (inactief)[14]

De Veiligheidsraad is het hoogste bestuursorgaan, maar de Algemene Vergadering kan gezien worden als het "dagelijkse parlement" van de organisatie. Het Secretariaat is het dagelijkse bestuursorgaan, dat veel voorbereidend werk uitvoert voor de Algemene Vergadering.
De secretaris-generaal van de Verenigde Naties, António Guterres uit Portugal, is het boegbeeld van de organisatie, maar in feite alleen het hoofd van het Secretariaat.
Sinds 1945 is de standaard opzet van de Verenigde Naties weinig veranderd, alhoewel de functie van enkele organen is veranderd door het groeiend aantal lidstaten. De Verenigde Naties maken deel uit van het VN-Systeem, dat naast de VN zelf ook vele fondsen, programma's en gespecialiseerde agentschappen omvat, die elk hun eigen werkterrein, leiderschap en budget hebben.

### Algemene Vergadering

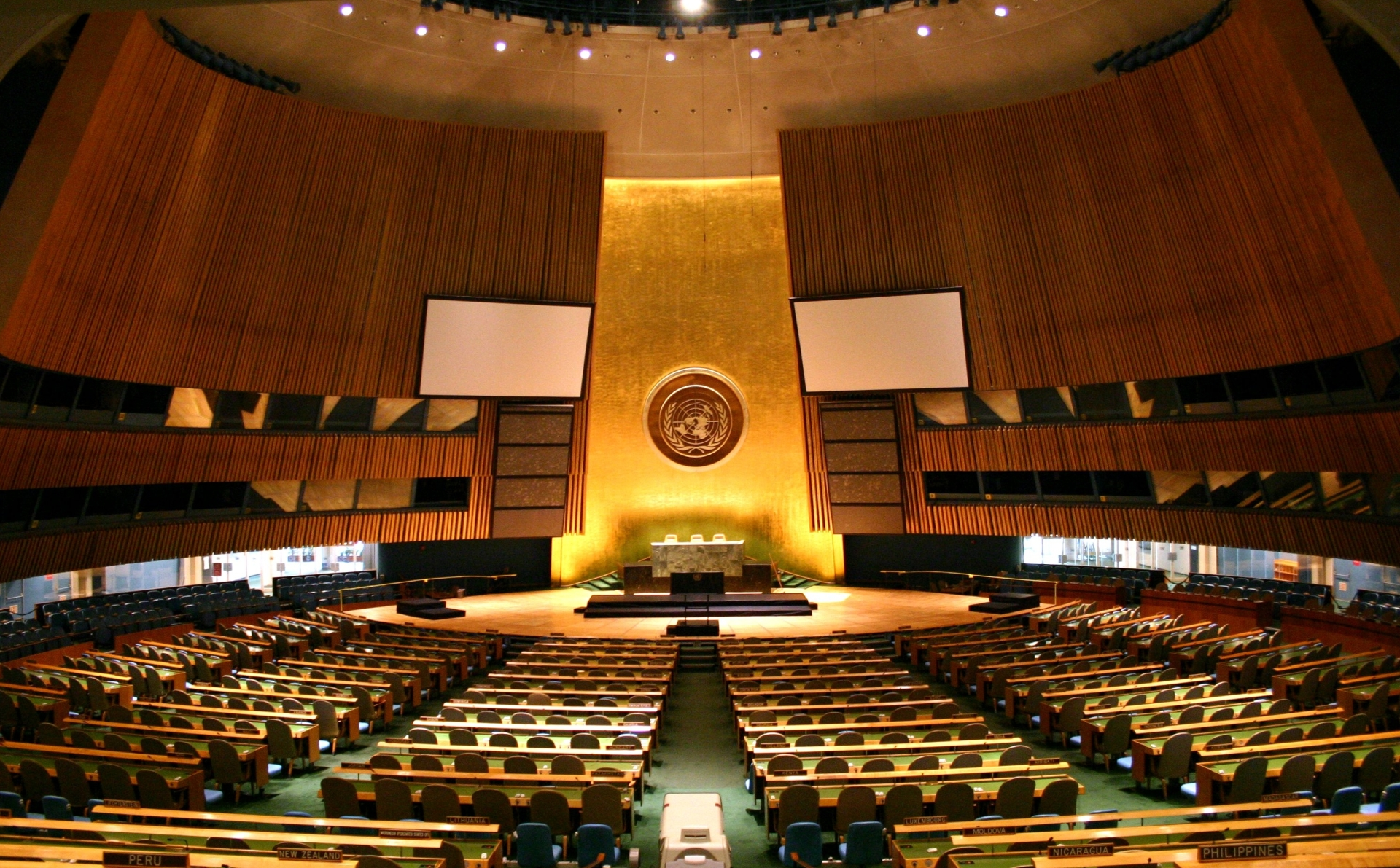
Vergaderzaal van de Algemene Vergadering

De Algemene Vergadering is het belangrijkste overleg-, beleidsbepalende en representatieve orgaan van de VN. Alle 193 lidstaten van de VN zijn vertegenwoordigd in de Algemene Vergadering, waardoor het het enige VN-orgaan is met universele vertegenwoordiging. Elk jaar, in september, komt het volledige VN-lidmaatschap bijeen in de Algemene Vergaderingszaal in New York voor de jaarlijkse algemene vergaderingssessie en het algemene debat, dat veel staatshoofden bijwonen en toespreken. Voor besluiten over belangrijke kwesties, zoals die over vrede en veiligheid, toelating van nieuwe leden en begrotingskwesties, is een tweederdemeerderheid van de Algemene Vergadering vereist. Besluiten over andere kwesties zijn bij gewone meerderheid. De Algemene Vergadering kiest elk jaar een voorzitter van de Algemene Vergadering voor een ambtstermijn van een jaar.
De dagelijkse gang van zaken wordt behandeld binnen zes comités van de Algemene Vergadering. Het eerste comité is voor het onderwerp over ontwapening en internationale veiligheid. Het tweede comité is ingesteld voor economische en financiële onderwerpen en het derde voor sociale, humanitaire en culturele vraagstukken. Het vierde comité is er voor speciale politieke gevallen en dekolonisatie. Administratieve en budgettaire onderwerpen zijn de speerpunten van het vijfde comité en het laatste comité (nummer zes) gaat over (internationale) juridische zaken.

### Veiligheidsraad

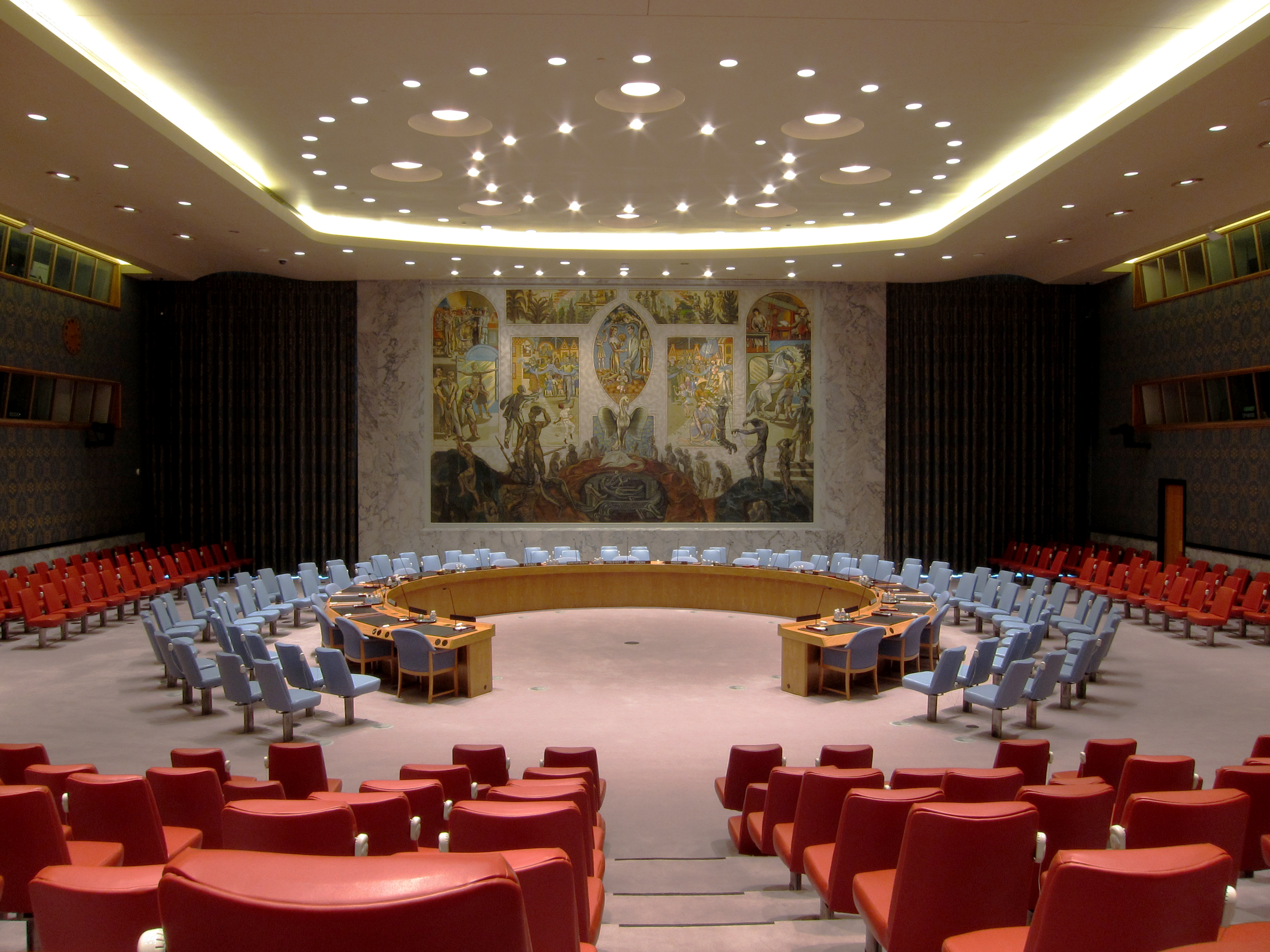
Vergaderzaal van de VN-Veiligheidsraad

De Veiligheidsraad heeft krachtens het VN-Handvest de primaire verantwoordelijkheid voor de handhaving van de internationale vrede en veiligheid. Het heeft 15 leden (5 permanente en 10 niet-permanente leden). Elk lid heeft één stem. Krachtens het Handvest zijn alle lidstaten verplicht de besluiten van de Raad na te leven. De Veiligheidsraad neemt het voortouw bij het vaststellen van het bestaan van een bedreiging voor de vrede of daad van agressie. Hij roept de partijen bij een geschil op om het met vreedzame middelen op te lossen en beveelt aanpassingsmethoden of schikkingsvoorwaarden aan. In sommige gevallen kan de Veiligheidsraad zijn toevlucht nemen tot het opleggen van sancties of zelfs het gebruik van geweld toestaan om de internationale vrede en veiligheid te handhaven of te herstellen. De Veiligheidsraad heeft een voorzitterschap, dat elke maand rouleert en verandert.

### Economische en Sociale Raad

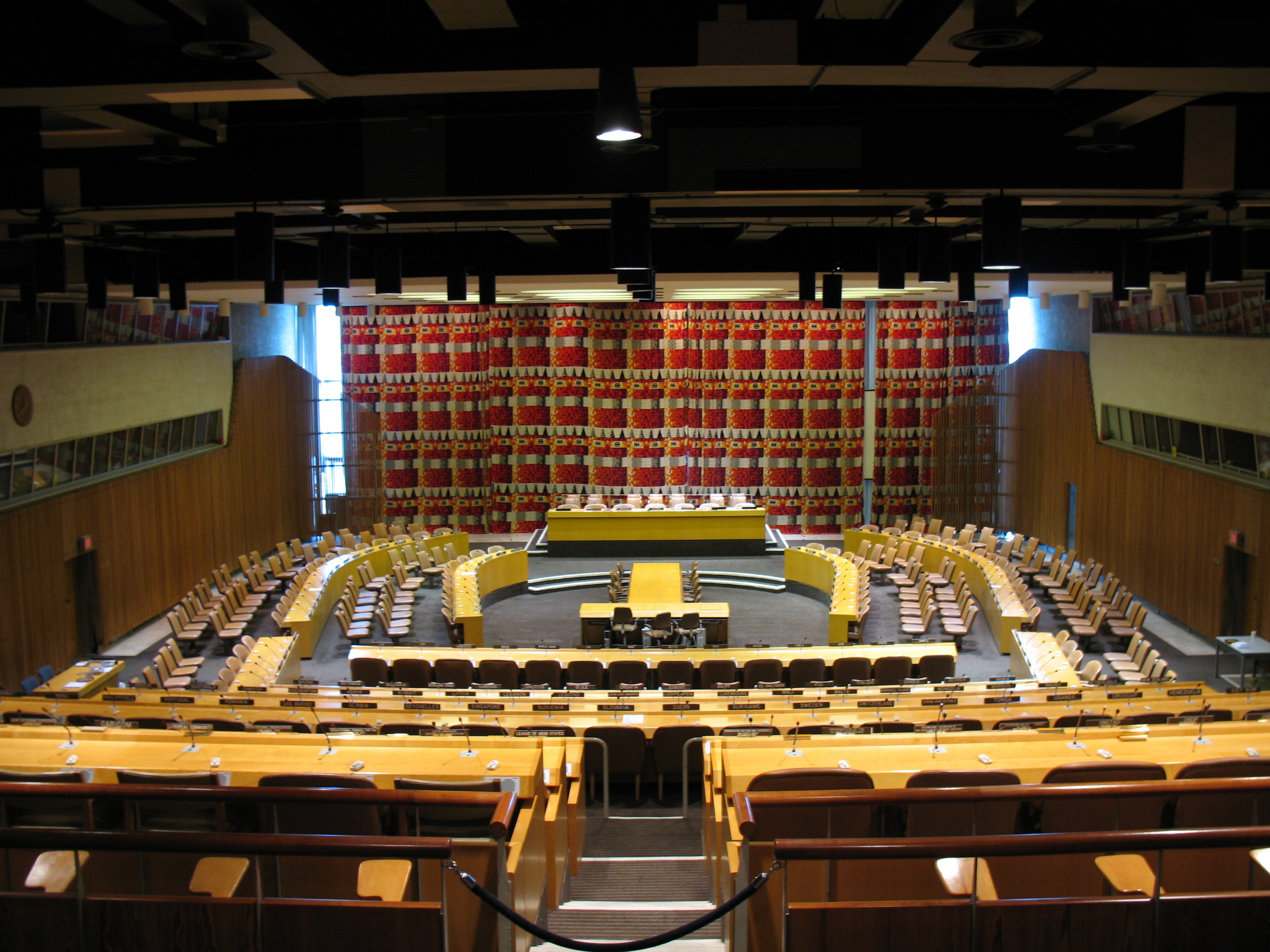
Vergaderzaal van de Economische en Sociale Raad

De Economische en Sociale Raad is het belangrijkste orgaan voor coördinatie, beleidsevaluatie, beleidsdialoog en aanbevelingen over economische, sociale en milieukwesties, alsmede voor de uitvoering van internationaal overeengekomen ontwikkelingsdoelstellingen. Het dient als het centrale mechanisme voor activiteiten van het VN-systeem en zijn gespecialiseerde agentschappen op economisch, sociaal en milieugebied, waarbij toezicht wordt gehouden op dochter- en deskundigenorganen. Het heeft 54 leden, gekozen door de Algemene Vergadering voor overlappende termijnen van drie jaar. Het is het centrale platform van de Verenigde Naties voor reflectie, debat en innovatief denken over duurzame ontwikkeling.

### Secretariaat

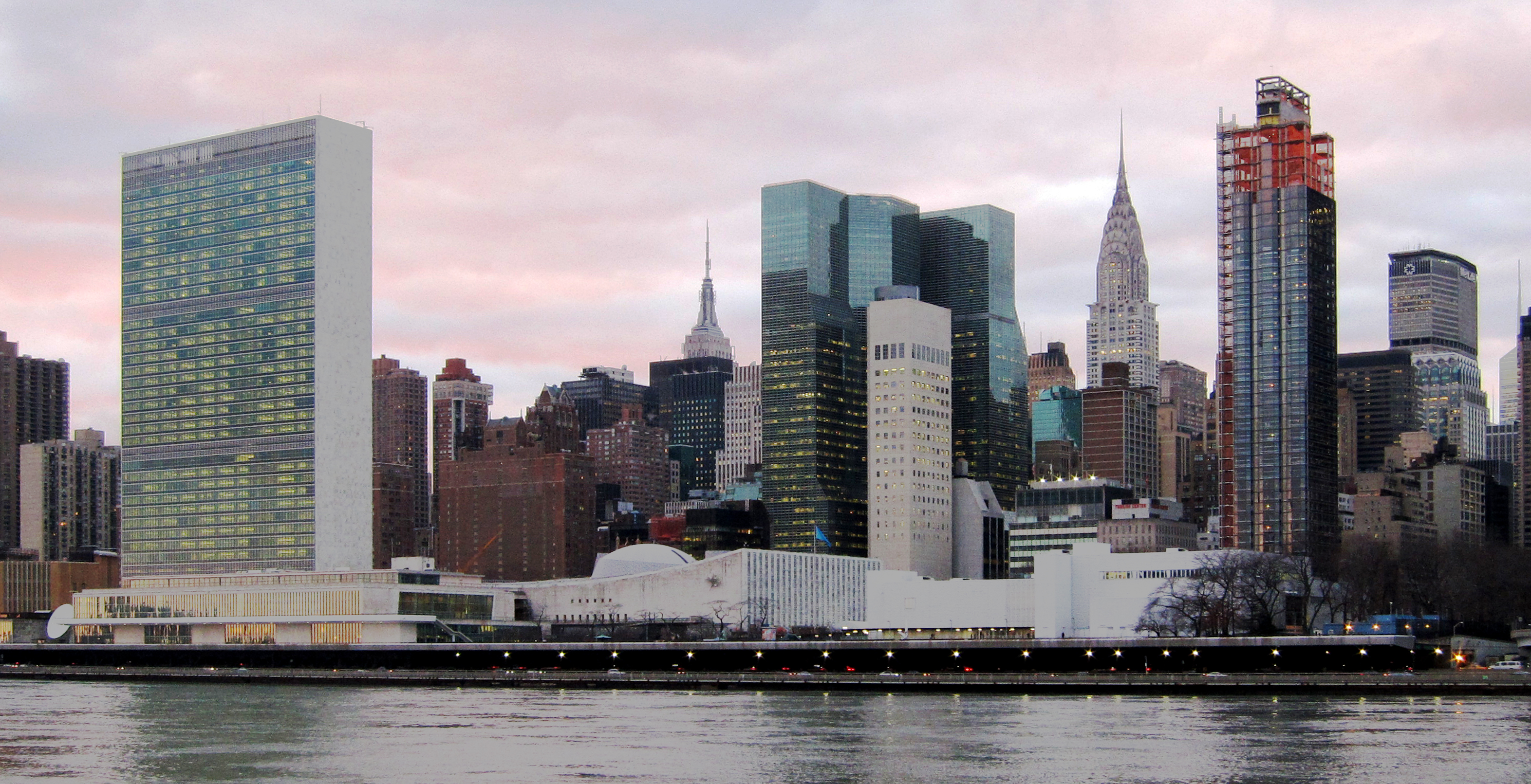
Hoofdkantoor VN in New York

Het secretariaat bestaat uit de secretaris-generaal en tienduizenden internationale VN-medewerkers die het dagelijkse werk van de VN uitvoeren zoals gemandateerd door de Algemene Vergadering en de andere belangrijke organen van de Organisatie. De secretaris-generaal is Chief Administrative Officer van de Organisatie, benoemd door de Algemene Vergadering op aanbeveling van de Veiligheidsraad voor een vijfjarige, hernieuwbare termijn. De secretaris-generaal is ook een symbool van de idealen van de organisatie en een pleitbezorger voor alle volkeren van de wereld, vooral de armen en kwetsbaren.
VN-medewerkers worden internationaal en lokaal gerekruteerd en werken in dienstposten en op vredesmissies over de hele wereld. Maar het dienen van de zaak van vrede in een gewelddadige wereld is een gevaarlijke bezigheid. Sinds de oprichting van de Verenigde Naties hebben honderden dappere mannen en vrouwen hun leven gegeven in dienst van de Verenigde Naties.

### Internationaal Gerechtshof

Vredespaleis in Den Haag (NL)

Het Internationaal Gerechtshof is het belangrijkste gerechtelijke orgaan van de Verenigde Naties. De zetel is in het Vredespaleis in Den Haag (Nederland). Het is het enige van de zes belangrijkste organen van de Verenigde Naties die niet in New York (Verenigde Staten van Amerika) is gevestigd. Het Hof heeft tot taak, in overeenstemming met het internationale recht, juridische geschillen te beslechten die door staten aan het Hof worden voorgelegd en advies uit te brengen over juridische kwesties die het door bevoegde organen van de Verenigde Naties en gespecialiseerde organisaties worden voorgelegd. Het Internationaal Gerechtshof functioneert in overeenstemming met zijn statuut.

### Trustschapsraad

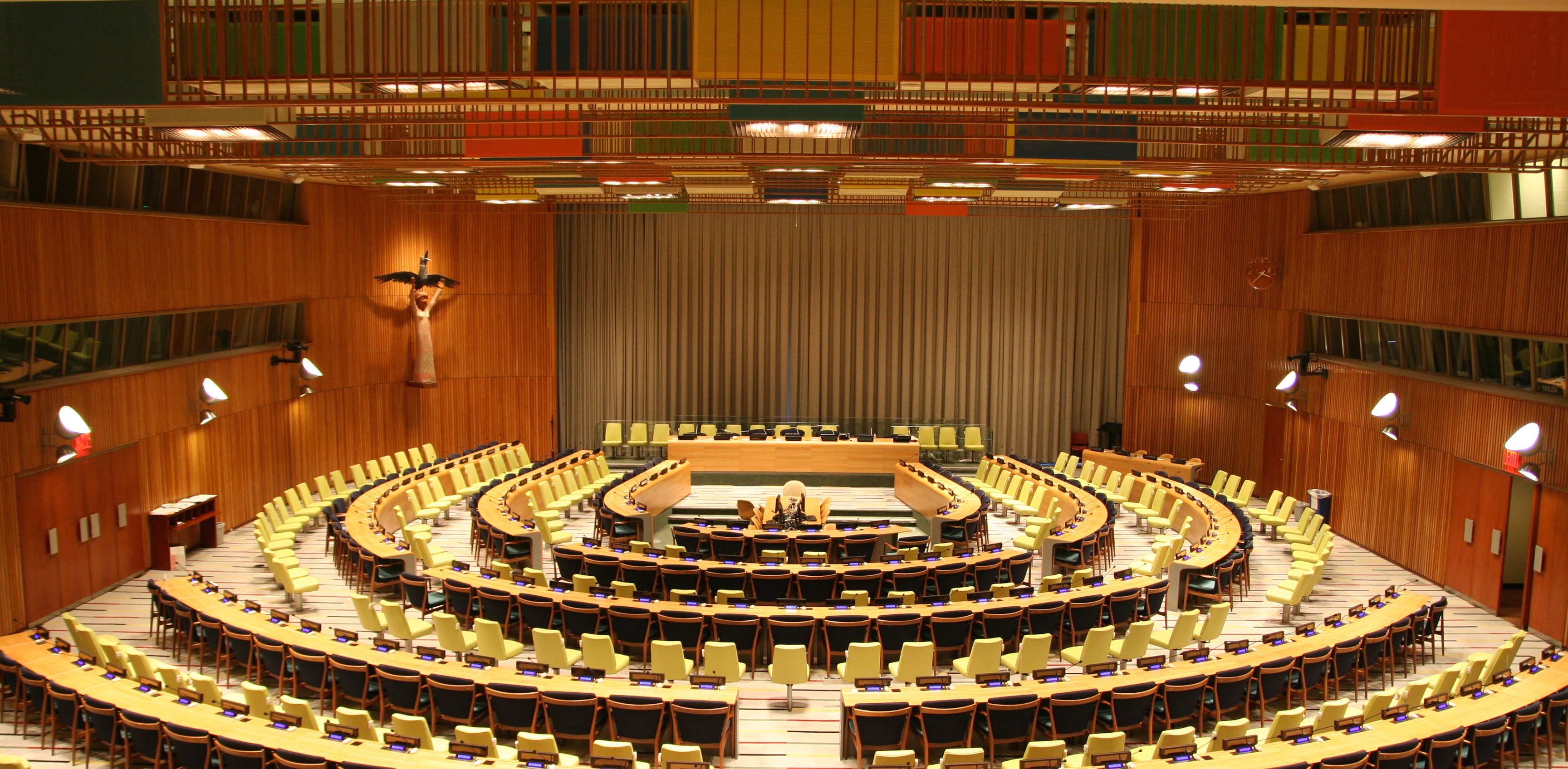
Vergaderzaal van de Trustschapsraad

De Trustschapsraad werd in 1945 opgericht bij het VN-Handvest, onder Chapter XIII, om internationaal toezicht te houden op 11 Trust Territories die onder het bestuur van zeven lidstaten waren geplaatst, en ervoor te zorgen dat adequate stappen werden ondernomen om de Gebieden voor te bereiden op zelfbestuur en onafhankelijkheid. In 1994 hadden alle Trust Territories zelfbestuur of onafhankelijkheid bereikt. De Trustschapsraad schortte de werking op 1 november 1994 op. Bij een resolutie van 25 mei 1994 wijzigde de Raad zijn reglement van orde om de verplichting om jaarlijks bijeen te komen te schrappen en kwam hij overeen bijeen te komen wanneer dat nodig was - door zijn besluit of het besluit van zijn voorzitter, of op verzoek van een meerderheid van zijn leden of de Algemene Vergadering of de Veiligheidsraad.

## Lidstaten
In totaal hebben de Verenigde Naties 193 lidstaten en zijn er twee instellingen met een observerende status, te weten Palestina en Vaticaanstad. Daarnaast heeft ook een aantal interstatelijke, internationale of non-gouvernementele organisaties een vertegenwoordiging, zoals de Europese Unie en het Rode Kruis. Voor een lijst van toegetreden lidstaten per jaar, zie ondertekening van het handvest. Het voorlaatste land dat lid werd van de Verenigde Naties was Montenegro, dat op 28 juni 2006 officieel lid werd. Op 14 juli 2011 werd het pas onafhankelijk geworden Zuid-Soedan het 193ste lid.
Alle 193 lidstaten van de VN zijn, in alfabetische volgorde:
- Afghanistan
- Albanië
- Algerije
- Andorra
- Angola
- Antigua en Barbuda
- Argentinië
- Armenië
- Australië
- Azerbeidzjan
- Bahama's
- Bahrein
- Bangladesh
- Barbados
- België
- Belize
- Benin
- Bhutan
- Bolivia
- Bosnië en Herzegovina
- Botswana
- Brazilië
- Brunei
- Bulgarije
- Burkina Faso
- Burundi
- Cambodja
- Canada
- Centraal-Afrikaanse Republiek
- Chili
- China
- Colombia
- Comoren
- Congo-Brazzaville
- Congo-Kinshasa
- Costa Rica
- Cuba
- Cyprus
- Denemarken
- Djibouti
- Dominica
- Dominicaanse Republiek
- Duitsland
- Ecuador
- Egypte
- El Salvador
- Equatoriaal-Guinea
- Eritrea
- Estland
- Ethiopië
- Fiji
- Filipijnen
- Finland
- Frankrijk
- Gabon
- Gambia
- Georgië
- Ghana
- Grenada
- Griekenland
- Guatemala
- Guinee
- Guinee-Bissau
- Guyana
- Haïti
- Honduras
- Hongarije
- Ierland
- IJsland
- India
- Indonesië
- Irak
- Iran
- Israël
- Italië
- Ivoorkust
- Jamaica
- Japan
- Jemen
- Jordanië
- Kaapverdië
- Kameroen
- Kazachstan
- Kenia
- Kirgizië
- Kiribati
- Koeweit
- Kroatië
- Laos
- Lesotho
- Letland
- Libanon
- Liberia
- Libië
- Liechtenstein
- Litouwen
- Luxemburg
- Madagaskar
- Malawi
- Malediven
- Maleisië
- Mali
- Malta
- Marokko
- Marshalleilanden
- Mauritanië
- Mauritius
- Mexico
- Micronesië
- Moldavië
- Monaco
- Mongolië
- Montenegro
- Mozambique
- Myanmar
- Namibië
- Nauru
- Nederland[37]
- Nepal
- Nicaragua
- Nieuw-Zeeland
- Niger
- Nigeria
- Noord-Korea
- Noord-Macedonië
- Noorwegen
- Oeganda
- Oekraïne
- Oezbekistan
- Oman
- Oostenrijk
- Oost-Timor
- Pakistan
- Palau
- Panama
- Papoea-Nieuw-Guinea
- Paraguay
- Peru
- Polen
- Portugal
- Qatar
- Roemenië
- Rusland
- Rwanda
- Saint Kitts en Nevis
- Saint Lucia
- Saint Vincent en de Grenadines
- Salomonseilanden
- Samoa
- San Marino
- Sao Tomé en Principe
- Saoedi-Arabië
- Senegal
- Servië
- Seychellen
- Sierra Leone
- Singapore
- Slovenië
- Slowakije
- Soedan
- Somalië
- Spanje
- Sri Lanka
- Suriname
- Swaziland
- Syrië
- Tadzjikistan
- Tanzania
- Thailand
- Togo
- Tonga
- Trinidad en Tobago
- Tsjaad
- Tsjechië
- Tunesië
- Turkije
- Turkmenistan
- Tuvalu
- Uruguay
- Vanuatu
- Venezuela
- Verenigd Koninkrijk
- Verenigde Arabische Emiraten
- Verenigde Staten
- Vietnam
- Wit-Rusland
- Zambia
- Zimbabwe
- Zuid-Afrika
- Zuid-Korea
- Zuid-Soedan
- Zweden
- Zwitserland

Waarnemende staten (geen lid): 
- Palestina
- Vaticaanstad

Doordat bijna elke soevereine natie ter wereld lid is van de Verenigde Naties, zijn betwiste staten geen lid: 
- Abchazië
- Kosovo
- Noord-Cyprus
- Nagorno-Karabach
- Somaliland
- Taiwan
- Transnistrië
- Westelijke Sahara/SADR
- Zuid-Ossetië

en ook mede doordat de internationale organisatie internationaal erkend is door bijna elke non-gouvernementele organisatie, waaronder het Rode Kruis, zijn de Verenigde Naties als platform voor internationale samenwerking succesvoller dan hun voorganger, de Volkenbond. Zo waren de Verenigde Staten bijvoorbeeld geen lid van de Volkenbond (wel een initiator ervan), waardoor een brede vertegenwoordiging van internationale staten niet mogelijk was.
Het grote aantal leden en de wereldwijde erkenning heeft echter ook nadelen voor de organisatie. Zo kan het jaren duren voordat er consensus is bereikt in de Algemene Vergadering over een voorstel of resolutie en ondervindt de VN vaak harde kritiek vanuit de wereldwijde media als er een intern probleem of schandaal naar buiten komt. Ook worden de Verenigde Naties vaak bestempeld als een wereldoverheid met een brede macht over de individuele lidstaten, wat in theorie niet in lijn is met de principes van de organisatie en in de meeste gevallen ook niet strookt met de realiteit.

## VN-Systeem
De Verenigde Naties maken deel uit van het VN-systeem, dat naast de VN zelf ook vele fondsen, programma's en gespecialiseerde agentschappen omvat, die elk hun eigen werkterrein, leiderschap en budget hebben. De programma's en fondsen worden gefinancierd door vrijwillige in plaats van door middel van beoordeelde bijdragen. De gespecialiseerde agentschappen zijn onafhankelijke internationale organisaties die worden gefinancierd door zowel vrijwillige als beoordeelde bijdragen. De VN coördineert haar werk met deze afzonderlijke VN-systeementiteiten, die samenwerken met de Organisatie om haar te helpen haar doelen te bereiken.

### Fondsen en programma's
| Verenigde Naties Ontwikkelingsprogramma                   | United Nations Development Programme       | (UNDP)       |
| Verenigde Naties Milieuprogramma                          | United Nations Environment Programme       | (UNEP)       |
| Verenigde Naties Bevolkingsfonds                          | United Nations Population Fund             | (UNFPA)      |
| Verenigde Naties Programma voor Menselijke Nederzettingen | United Nations Human Settlements Programme | (UN-HABITAT) |
| Verenigde Naties Kinderfonds                              | UNICEF                                     | (UNICEF)     |
| Wereld Voedselprogramma                                   | World Food Programme                       | (WFP)        |

### Gespecialiseerde VN-agentschappen
| Voedsel- en Landbouworganisatie                                   | Food and Agriculture Organization                                | (FAO)    |
| Internationale Burgerluchtvaartorganisatie                        | International Civil Aviation Organization                        | (ICAO)   |
| Internationaal Fonds voor Landbouwontwikkeling                    | International Fund for Agricultural Development                  | (IFAD)   |
| Internationale Arbeidsorganisatie                                 | International Labour Organization                                | (ILO)    |
| Internationaal Monetair Fonds                                     | International Monetary Fund                                      | (IMF)    |
| Internationale Maritieme Organisatie                              | International Maritime Organization                              | (IMO)    |
| Internationale Telecommunicatie-unie                              | International Telecommunication Union                            | (ITU)    |
| Verenigde Naties Organisatie voor Onderwijs, Wetenschap & Cultuur | United Nations Educational, Scientific and Cultural Organization | (UNESCO) |
| Verenigde Naties Organisatie voor Industriële Ontwikkeling        | United Nations Industrial Development Organization               | (UNIDO)  |
| Wereldorganisatie voor Toerisme                                   | World Tourism Organization                                       | (UNWTO)  |
| Wereldpostunie                                                    | Universal Postal Union                                           | (UPU)    |
| Wereldgezondheidsorganisatie                                      | World Health Organization                                        | (WHO)    |
| Wereldorganisatie Intellectuele Eigendom                          | World Intellectual Property Organization                         | (WIPO)   |
| Wereld Meteorologische Organisatie                                | World Meteorological Organization                                | (WMO)    |
| Wereldbank                                                        | World Bank                                                       |          |

### Andere entiteiten en lichamen
| Verenigde Naties HIV/AIDS Programma                                 | Joint United Nations Programme on HIV/AIDS                                     | (UNAIDS)   |
| Verenigde Naties Hoog Commissariaat voor de Vluchtelingen           | UN High Commissioner for Refugees                                              | (UNHCR)    |
| Verenigde Naties Instituut voor Ontwapeningsonderzoek               | United Nations Institute for Disarmament Research                              | (UNIDIR)   |
| Verenigde Naties Instituut voor Training en Onderzoek               | United Nations Institute for Training and Research                             | (UNITAR)   |
| Verenigde Naties Kantoor voor Projectdiensten                       | United Nations Office for Project Services                                     | (UNOPS)    |
| Verenigde Naties Agentschap voor Hulp aan Palestijnse Vluchtelingen | United Nations Relief and Works Agency for Palestine Refugees in the Near East | (UNRWA)    |
| United Nations System Staff College                                 | United Nations System Staff College                                            | (UNSSC)    |
| Verenigde Naties Universiteit                                       | United Nations University                                                      | (UNU)      |
| Verenigde Naties Vrouwen                                            | UN Women                                                                       | (UN-WOMEN) |

### Gerelateerde organisaties
| Voorbereidende Commissie Organisatie Alomvattend Verdrag Inzake Verbod op Kernproeven | Preparatory Commission for the Comprehensive Nuclear-Test-Ban Treaty Organization | (CTBTO)  |
| Internationaal Atoomenergieagentschap                                                 | International Atomic Energy Agency                                                | (IAEA)   |
| Internationale Organisatie voor Migratie                                              | International Organization for Migration                                          | (IOM)    |
| Internationaal Handelscentrum                                                         | International Trade Centre                                                        | (ITC)    |
| Organisatie voor het Verbod op Chemische Wapens                                       | Organization for the Prohibition of Chemical Weapons                              | (OPCW)   |
| Verenigde Naties inzake klimaatverandering                                            | United Nations Framework Convention on Climate Change                             | (UNFCCC) |
| Wereldhandelsorganisatie                                                              | World Trade Organization                                                          | (WTO)    |

## Themajaren
Naast deze programma's en organisaties, stellen de Verenigde Naties elk jaar een themajaar vast. Meestal worden deze vastgesteld door de Algemene Vergadering, maar veel gespecialiseerde organisaties, waaronder de UNESCO, stellen zelf ook themajaren in. 1975 werd als het Internationaal Jaar van de Vrouw uitgeroepen, 1985 was het Internationale Jongerenjaar, 2005 was het Jaar van Sport en Opvoeding, het Internationaal Jaar van Microkrediet en het UNESCO Wereldjaar van de Natuurkunde/Fysica. 2006 was het Internationaal Jaar van de Woestijn en Verdroging. 2009 is het Jaar van Verzoening. Het jaar 2010 is door de Verenigde Naties uitgeroepen tot het Internationaal Jaar van de Biodiversiteit. De periode van 12 augustus 2010 tot 11 augustus 2011 werd uitgeroepen tot het Internationaal Jaar van de Jeugd. 2011 was het Internationaal Jaar van de Wouden en het Internationaal Jaar van de Scheikunde, 2012 het Internationaal Jaar van de Coöperatieven, 2013 het Internationaal Jaar van de samenwerking in het domein van water, 2014 het Internationaal Jaar van de familiale landbouw. In 2015 werd het Internationaal Jaar van de bodem ingericht, in 2016 het Internationaal Jaar van de peulvruchten en in 2017 het Internationaal Jaar van het duurzaam toerisme voor ontwikkeling.

## Onderscheidingen
- In 2001 ontvingen de Verenigde Naties en de secretaris-generaal Kofi Annan gezamenlijk de Nobelprijs voor de Vrede: "Voor hun werk voor een beter georganiseerde en vreedzamere wereld".[40]

- In 2003 ontving het voltallige personeel van de Verenigde Naties samen met de secretaris-generaal Kofi Annan de Sacharovprijs voor de Vrijheid van Denken van het Europees Parlement. De Sacharovprijs is bestemd voor personen en organisaties die zich wijden aan de bescherming van de rechten en fundamentele vrijheden van de mens.[41]

- Op 14 april 2020 zou in Middelburg de Algemene Vrijheidsprijs (Freedom Medal), een van de vijf Four Freedom Awards, vertegenwoordigd door hun secretaris-generaal António Guterres, uitgereikt worden. De uitreiking van deze award is vanwege de coronacrisis echter uitgesteld tot voorjaar 2021.[42]

- Op 21 maart 2025 verleenden de gezamenlijke universiteiten van Leuven en Louvain (België) een eredoctoraat aan de Verenigde Naties. De prijs werd uitgereikt in de handen de heer Antonio Gutteres, als vertegenwoordiger van de organisatie.[43]

## Kritiek
In 2008 uitte de Nederlandse minister Verhagen kritiek op de Verenigde Naties vanwege de naar zijn mening onevenwichtige houding van de VN in het Arabisch-Israëlisch conflict. Volgens hem zouden de VN veel tijd en aandacht besteden aan (het veroordelen van) Israël, zeker wanneer dit vergeleken werd met andere conflicten in de wereld. Zo zouden zes van de tien spoedzittingen van de Algemene Vergadering aan Israëls optreden gewijd zijn, terwijl schendingen van mensenrechten zoals in Soedan, Zimbabwe, Iran en Noord-Korea veel moeilijker aan de orde worden gesteld.
Naast de talloze veroordelingen van Israël door de Algemene Vergadering van de VN, gaat ook 30% van de resoluties van de VN-Mensenrechtencommissie over het veroordelen van Israëls daden. In de Veiligheidsraad van de Verenigde Naties heeft het vetorecht van de Verenigde Staten herhaaldelijk veroordelingen van Israël voorkomen.
In het laatste decennium was dit conflict het onderwerp van 76% van de landenspecifieke resoluties van de Algemene Vergadering van de Verenigde Naties. Verder ging 100% van de resoluties van de Human Rights Council, 100% van de resoluties van de Commission on the Status of Women en zes van de tien spoedzittingen over dit conflict.
De VN-Mensenrechtenraad, die in juni 2006 in werking trad, heeft meerdere speciale noodzittingen gehouden, alle over Israël, en alle leidend tot een resolutie die Israël veroordeelde. Een minimum van een derde van de 47 landen kan tot een speciale noodzitting oproepen. Aangezien de islamitische landen met zeventien landen in de Mensenrechtenraad zijn vertegenwoordigd, kunnen zij de Raad naar believen bijeenroepen. Ook is er een resolutie aangenomen die bepaalt dat tijdens iedere zitting van de Raad aandacht wordt besteed aan mensenrechtenschendingen door Israël. Dit zou voor geen enkel ander land gelden. In de periode van 2006 tot juni 2015 werd Israël 61 maal veroordeeld, meer dan alle andere landen samen. De mensenrechtenraad staat sinds juni 2015 onder voorzitterschap van Saoedi-Arabië.

### Overige
- Vlaamse Vereniging voor de Verenigde Naties
- Nederlandse Vereniging voor de Verenigde Naties

Algemene Vergadering · Veiligheidsraad · Economische en Sociale Raad · Secretariaat van de Verenigde Naties · Internationaal Gerechtshof · Trustschapsraad
Trygve Lie · Dag Hammarskjöld · U Thant · Kurt Waldheim · Javier Pérez de Cuéllar · Boutros Boutros-Ghali · Kofi Annan · Ban Ki-moon · António Guterres
- Bibsys: 90058028
- Biblioteca Nacional de España: XX89609
- Bibliothèque nationale de France: cb118650631 (data)
- Catàleg d'autoritats de noms i títols de Catalunya: 981058516471306706
- CiNii: DA00472305
- Gemeinsame Normdatei: 333-5
- Historisch woordenboek van Zwitserland: 026469
- International Standard Name Identifier: 0000 0001 2331 7789
- Library of Congress Control Number: n79021345
- Nationale Bibliotheek van Letland: 000004368
- Bibliotheek van het Japanse parlement: 00288555
- Nationale Bibliotheek van Tsjechië: kn20010711348
- Nationale bibliotheek van Australië: 35561510
- Nationale Bibliotheek van Israël: 987007269142505171
- Nationale en Universitaire bibliotheek Zagreb: 000003792
- LIBRIS: 133482
- Système universitaire de documentation: 026395258
- Union List of Artist Names: 500354403
- Virtual International Authority File: 144904638

1901: Dunant, Passy ·
1902: Ducommun, Gobat ·
1903: Cremer ·
1904: Institut de Droit International ·
1905: Von Suttner ·
1906: Roosevelt ·
1907: Moneta, Renault ·
1908: Arnoldson, Bajer ·
1909: Beernaert, Balluet d'Estournelles de Constant ·
1910: IPB ·
1911: Asser, Fried ·
1912: Root ·
1913: La Fontaine ·
1917: ICRC ·
1919: Wilson ·
1920: Bourgeois ·
1921: Branting, Lange ·
1922: Nansen ·
1925: Chamberlain, Dawes ·
1926: Briand, Stresemann ·
1927: Buisson, Quidde ·
1929: Kellogg ·
1930: Söderblom ·
1931: Addams, Butler ·
1933: Angell ·
1934: Henderson ·
1935: Von Ossietzky ·
1936: Lamas ·
1937: Cecil ·
1938: Office international Nansen pour les réfugiés ·
1944: ICRC ·
1945: Hull ·
1946: Balch, Mott ·
1947: Friends Service Council, American Friends Service Committee ·
1949: Orr ·
1950: Bunche ·
1951: Jouhaux ·
1952: Schweitzer ·
1953: Marshall ·
1954: Hoog Commissariaat voor de Vluchtelingen (UNHCR) ·
1957: Pearson ·
1958: Pire ·
1959: Noel-Baker ·
1960: Luthuli ·
1961: Hammarskjöld ·
1962: Pauling ·
1963: ICRC, IFRC ·
1964: King ·
1965: UNICEF ·
1968: Cassin ·
1969: Internationale Arbeidsorganisatie ·
1970: Borlaug ·
1971: Brandt ·
1973: Kissinger, Lê Đức Thọ ·
1974: MacBride, Satō ·
1975: Sacharov ·
1976: Williams, Corrigan ·
1977: Amnesty International ·
1978: Sadat, Begin ·
1979: Moeder Teresa ·
1980: Esquivel ·
1981: Hoog Commissariaat voor de Vluchtelingen (UNHCR) ·
1982: Myrdal, Robles ·
1983: Wałęsa ·
1984: Tutu ·
1985: IPPNW ·
1986: Wiesel ·
1987: Arias ·
1988: VN-vredesmacht ·
1989: Gyatso ·
1990: Gorbatsjov ·
1991: Suu Kyi ·
1992: Menchú ·
1993: Mandela, De Klerk ·
1994: Arafat, Peres, Rabin ·
1995: Rotblat, Pugwash Conferences on Science and World Affairs ·
1996: Ximenes Belo, Ramos-Horta ·
1997: ICBL, Williams ·
1998: Hume, Trimble ·
1999: AzG ·
2000: Dae-jung ·
2001: VN, Annan ·
2002: Carter ·
2003: Ebadi ·
2004: Maathai ·
2005: IAEA, El-Baradei ·
2006: Grameen Bank, Yunus ·
2007: Gore, IPCC ·
2008: Ahtisaari ·
2009: Obama ·
2010: Liu ·
2011: Johnson Sirleaf, Gbowee, Karman ·
2012: Europese Unie ·
2013: OPCW ·
2014: Satyarthi, Yousafzai ·
2015: Kwartet voor Nationale Dialoog in Tunesië ·
2016: Santos ·
2017: ICAN ·
2018: Mukwege, Murad Basee ·
2019: Ahmed ·
2020: Wereldvoedselprogramma ·
2021: Ressa, Moeratov ·
2022: Bjaljazki, Memorial, Centrum voor Burgerlijke Vrijheden ·
2023: Mohammadi ·
2024: Nihon Hidankyo